# Municipio de North Fall Creek
El municipio de North Fall Creek (en inglés: North Fall Creek Township) es un municipio ubicado en el  condado de Yadkin en el estado estadounidense de Carolina del Norte. En el año 2010 tenía una población de 1.515 habitantes.

## Geografía
El municipio de North Fall Creek se encuentra ubicado en las coordenadas 36°15′12.17″N 80°35′12.79″O / 36.2533806, -80.5868861.